# Шах Артур Романович
Артур Романович Шах (нар. 11 травня 2005, Володимир-Волинський, Волинська область, Україна) — український футболіст, атакувальний півзахисник львівських «Карпат».

## Клубна кар'єра
Народився в місті Володимир-Волинський Волинської області. Футболом розпочав займатися в «Поліссі», у футболці якого з 2016 по 2017 рік виступав у ДЮФЛУ та юнацькому чемпіонаті Житомирської області. З 2018 по 2022 рік виступав за «УФК-Карпати» в ДЮФЛУ.
Напередодні старту сезону 2022/23 років переведений до першої команди «Карпат». У футболці львівського клубу дебютував 27 серпня 2022 року в переможному (3:0) домашньому поєдинку 1-го туру групи А Першої ліги України проти ФСК «Маріуполь». Артур вийшов на поле на 65-й хвилині замість Ростислава Таранухи. Першим голом у професійному футболі відзначився 30 жовтня 2022 року на 85-й хвилині переможного (2:1) виїзного поєдинку 10-го туру Першої ліги України проти чернівецької «Буковини». Шах вийшов на поле на 76-й хвилині замість Амбросія Чачуа. У сезоні 2022/23 років відзначився 1-м голом у 11-ти поєдинках Першої ліги. Наступного сезону у першій команді львів'ян грав рідко (6 матчів), натомість регулярно отримував ігрову практику в резервній команді «Карпат». У сезоні 2023/24 років став срібним призером Першої ліги та здобув разом з львів'янами путівку до вищого дивізіону чемпіонату України.
В українській Прем'єр-лізі дебютував 3 серпня 2024 року в нічийному (0:0) виїзному поєдинку 1-го туру проти рівненського «Вереса». Артур вийшов на поле на 90+1-й хвилині замість Ореста Кузика. Першим голом в елітному дивізіоні чемпіонату України відзначився 11 серпня 2024 року на 39-й хвилині переможного (3:0) домашнього поєдинку 2-го туру проти криворізького «Кривбасу». Шах вийшов на поле в стратовому складі, а на 58-й хвилині його замінив Орест Кузик.

## Кар'єра в збірній
У футболці юнацької збірної України (U-17) дебютував 26 серпня 2021 року в переможному (4:0) домашньому товариському поєдинку проти однолітків з Вірменії. Артур вийшов на поле на 46-й хвилині замість Назара Янчишина. Наприкінці серпня 2021 року провів 2 поєдинки за команду U-17.

## Досягнення
«Карпати» (Львів)
- Перша ліга України
  -  Срібний призер: 2023/24